# ユーサー・ペンドラゴン

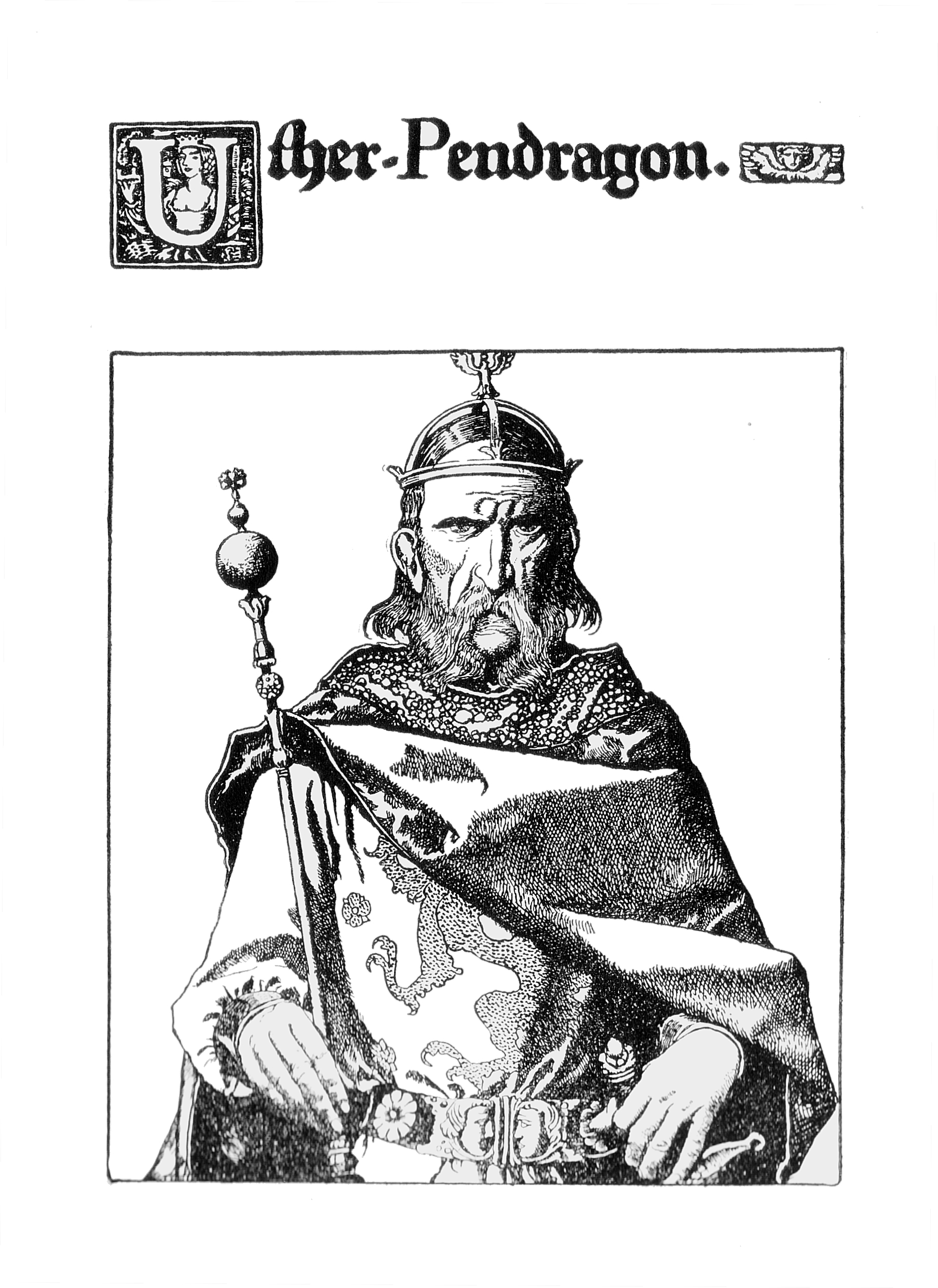
ユーサー・ペンドラゴン、ハワード・パイル画,1903年

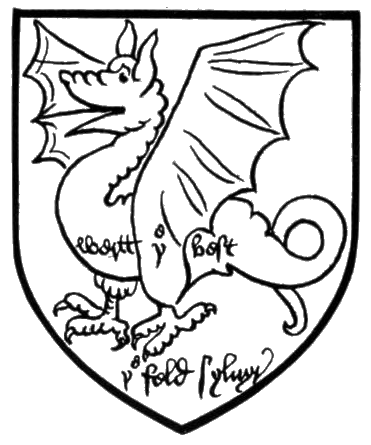
ユーサーの架空の紋章

ユーサー・ペンドラゴン（Uther Pendragon、ウーサー、ウーゼルなどとも表記される）は、ブリタニアの王の一人でアーサー王の父ともされる伝説的な人物。ブリタニアの王コンスタンスの末弟。1100年以前に成立した『門番は何者か(Pa Gur yv y Porthaur)』に名前が出るため、ジェフリー・オブ・モンマスによる創作以前からアーサー王伝説において役割を果たしていたと考えられているが詳細は不明である。

## ウェールズの赤竜
ヴォーティガンは、その治世下において異民族であるサクソン人とともに暴政を敷く。そのため大陸に逃れていた反乱軍が次々結成され、とうとうヴォーティガーンは討ち死にした。 ヴォーティガーンの死後、ブリタニアを治めていたアンブロシウス・アウレリアヌスも殺された。その時アウレリアヌスの弟ウーゼルはサクソンとの戦いの最中に軍を率いていた。そのとき、突然空に明るく輝く大きな星が現れた。その星はまるで燃える火の竜のようであったと伝えられている。光の尾を引き、その一つはガリアを指し、もう一つはアイリッシュ海を指していたといわれている。
「一体あの彗星は何を意味するのか」 ユーサーは魔術師マーリンを呼んで尋ねた。 そこでマーリンは兄アウレリアヌスの死を告げ、悲しみにくれながらも、ブリテンの民がサクソンに勝たねばならぬこと、あの星の筋がユーサーに生まれるという息子が立派な王になることを示していること、子孫は皆ブリタニアを治めていくだろうということを語ったといわれている。
ユーサーは兄の死を嘆きつつもサクソンに勝利した。 新たなブリテンの王となった彼は、火の竜の星を記念して二匹の黄金の竜を作り、「ペンドラゴン」という称号で呼ばれるようになった。

### ペンドラゴン
ペンドラゴン（Pendragon）について、ジェフリーは竜の頭の形をした彗星をマーリンが吉兆として捉え、ユーサーをブリタニアの王として歓迎したことに由来したとしている。しかしこれは複数の学者に否定されており、実際には「戦士長」を意味したと思われる。また、一説によると先代である兄の名を王の称号として引き継いだものであるともされる。

## アーサー王の誕生
敵対国の王の妃イグレイン（Igraine）に恋をし、あろうことか妃を奪うためコーンウォールに攻め入り、マーリンの力を借りて敵の王ゴルロイスに姿を変えた。ゴルロイスに姿を変えたユーサーと妃は交わり、己の欲望を満たした。一方本物のゴルロイスはこのとき戦死してしまった。ユーサーとイグレインはその後結婚し、子をマーリンに預けた。この子供こそアーサー王である。
当時は略奪婚など珍しくなく、勝者こそが姫を奪うことが許されており、姫、妃は勝者の側につかないことには生存すら許されなかった。アーサー王物語はその部分をカットせずに伝えている。

## 注
1. 1 2 3  マイヤー 2001, p. 26.